# Svartkrut

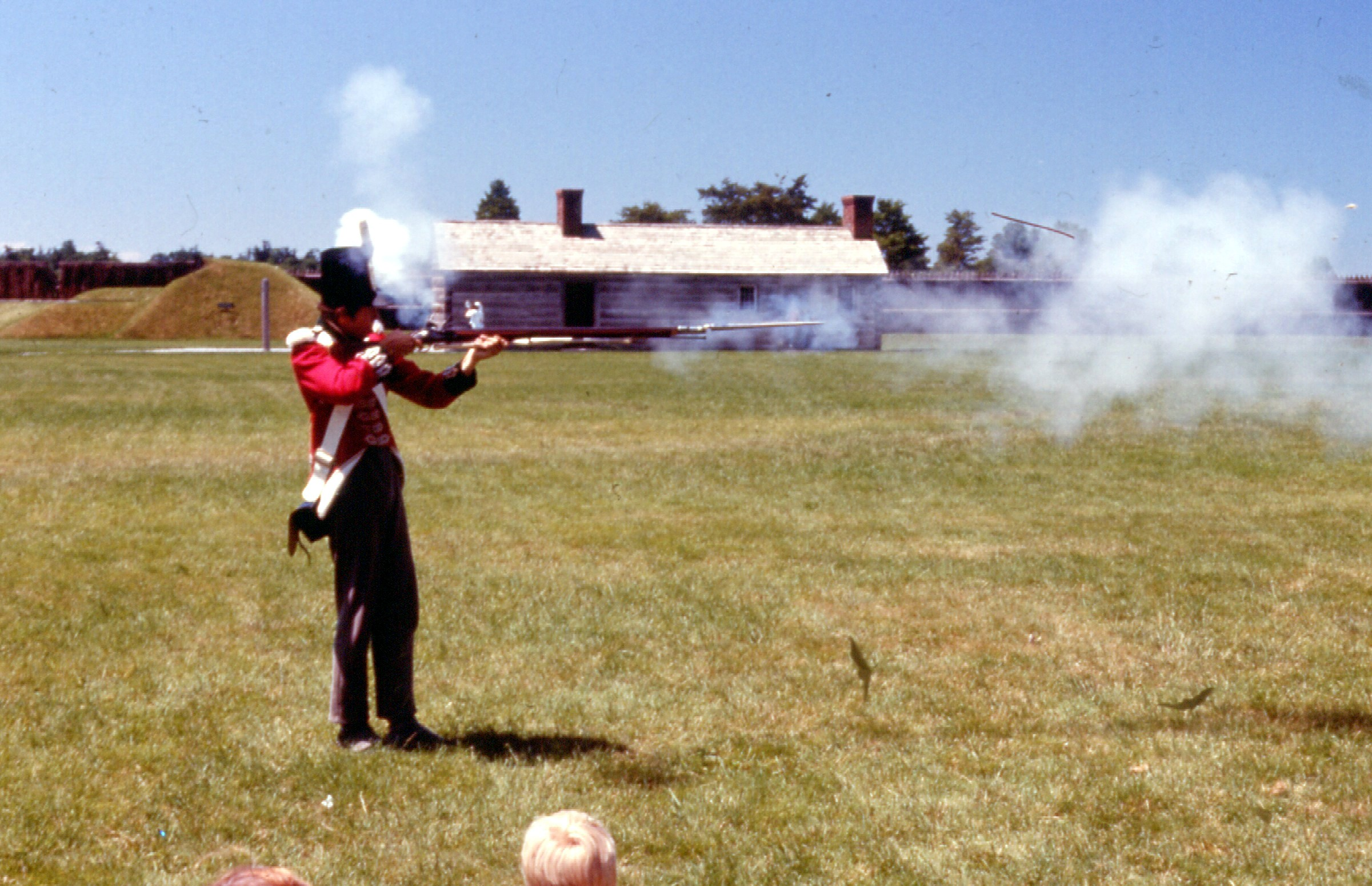
Rökutveckling från en musköt.

Svartkrut är ett mekaniskt krut (så kallat eftersom det består av en mekanisk blandning av olika ämnen, inte en kemisk förening). Det är också den äldsta typen av krut. Det uppfanns troligen i Kina på 800-talet och består numera av 75 % salpeter, 15 % träkol vanligen från något lövträd samt 10 % svavel. Blandningsförhållandet, som anges i viktprocent, har varierats under olika tidsperioder, beroende på kolningsprocess, kolets ursprung och egenskaper, salpeterns renhet och svavlets kvalitet. Till gevärskrut användes vanligtvis svart träkol kolat vid 340-430 oC. Till brunt prismatiskt kanonkrut användes brunt träkol kolat vid 250-280 oC. Brunkrut användes ibland som benämning på krut med brunt träkol, eller brunt kol från kolning av halm. Sådant krut har större förbränningsvärme men lägre förbränningstemperatur.
Varianter av svartkrut: bergskrut med 65 % kaliumnitrat 20 % svavel och 15 % träkol användes för sprängning i berg, brunkrut med ca 80 % kaliumnitrat, ca 3 % svavel och ca 17 % brunt träkolkol.
Under 1800-talet utvecklades en helt ny typ av krut som allmänt kallas röksvagt krut eller bomullskrut. Det är ett kemiskt krut baserat på nitrerad cellulosa. Även varianter med inblandningar av nitroglycerin förekommer.
Nackdelar med svartkrut: 1. är tämligen fuktkänsligt, beroende på föroreningar (i form av till exempel natriumnitrat) i salpetern (kaliumnitrat). 2. lämnar svavelhaltiga hygroskopiska aggressiva beläggningar som angriper vapnets metallytor. 3. Olämpligt att använda i gruvor på grund av hög halt av koloxid (ca 30 %) i de bildade gaserna.
Den vita rök som uppkommer vid skytte med svartkrut består av vattendimma. Den uppstår då förbränningen av svartkrut genererar en stor mängd mycket små fasta partiklar vilka bildar kondensationskärnor för den vattenånga som finns i luften. Vattendimman är ytterst påtaglig och på den tid det användes kunde hela slagfält försvinna i vit rök.
Vid förbränning/deflagration av svartkrut utvecklas en energi på 2,78 kJ/g varvid svartkrutet övergår i 42,98 % gaser, 55,91 % fasta ämnen och 1,11 % vatten. Den avgivna gasens volym vid atmosfärtryck uppgår till cirka 0,27 liter/g svartkrut. De gasformiga ämnena utgörs huvudsakligen av koldioxid, koloxid och kvävgas. De fasta ämnena utgörs av kaliumkarbonat, kaliumsulfat, kaliumtiosulfat och kaliumsulfid.
Svartkrut är nu nästan helt ersatt av röksvagt krut i vapen. Användningsområden för svartkrut idag är till fyrverkeri och salutkanoner samt för tävlingsskytte med slaglåsvapen och andra mynningsladdade vapen. Det är även projektilens drivmedel i vissa raketvapen. Svartkrut används också till stubiner och andra pyrotekniska tändkedjor, där det inte kan ersättas på grund av sina speciella egenskaper. Även vid försiktig sprängning kan grovt svartkrut användas eftersom det inte ger så stor sprickbildning som andra sprängämnen. Används i gnejsbrott, marmorbrott osv.

## Historia

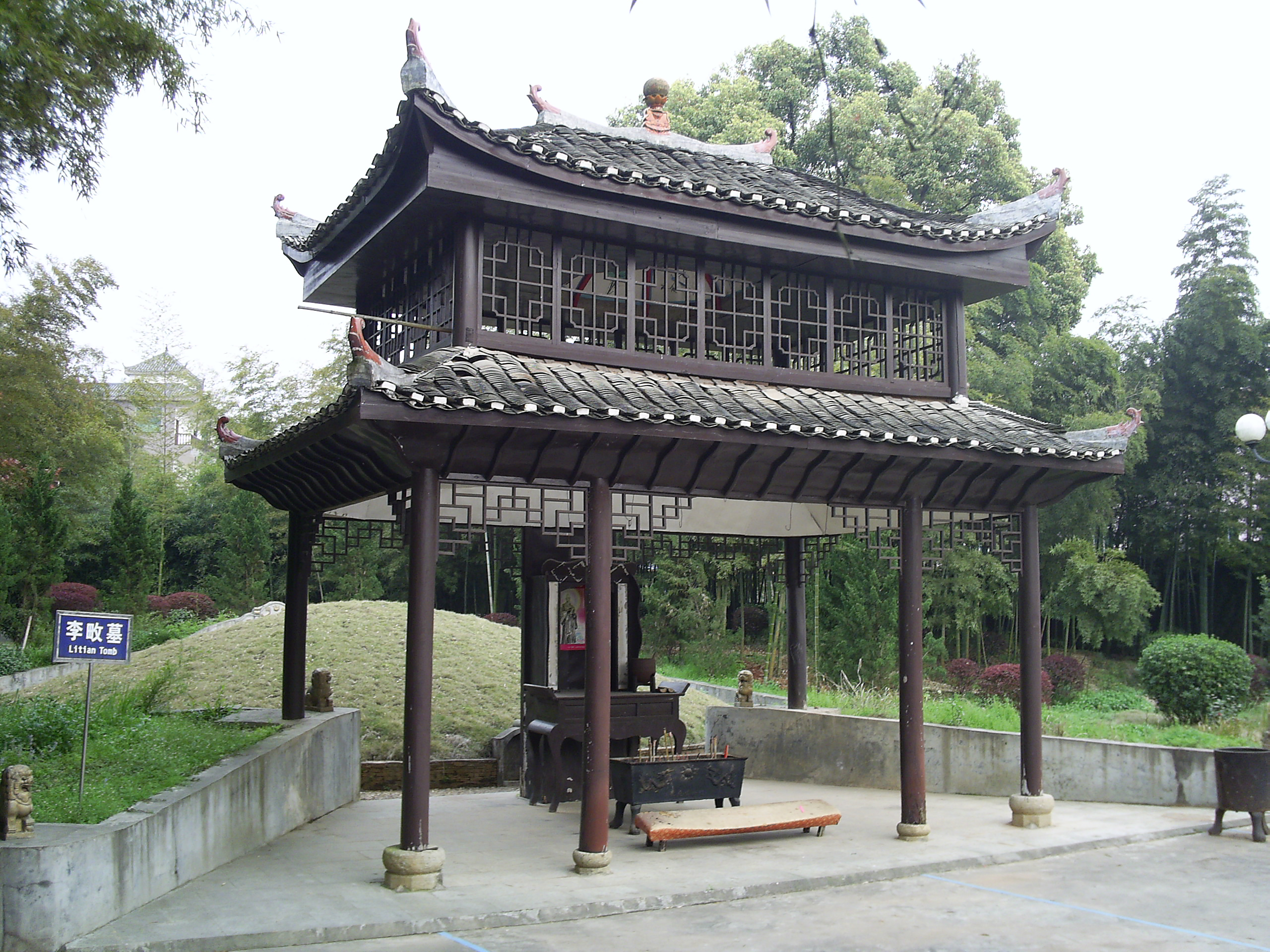
Li Tians grav i Dayao, Hunan i Kina.

Enligt traditionen uppfanns svartkrutet i Kina. En version hävdar att det var Li Tian, som fått namnet Zhusheng (ljudet av bambu). Han föddes i Dayao i Liuyang i Hunanprovinsen 18 april år 601, under kejsare Renshou och dog vid 89 års ålder år 690. Hans grav finns i Beidahe i gamla Dayao. Krutet kom till Europa på 1200-talet. Troligen spreds tekniken via de gamla handelsvägarna till Europa. Européerna har sedan utvecklat tekniken vidare. Dock var kineserna först med att komma på att placera en projektil framför en krutladdning i ett (bambu)rör. Därmed var kanonen och geväret uppfunnet. Efter åratal av utveckling i Europa hade kineserna tappat sin ledande position.
Svartkrutet var också det första sprängämnet och innebar en betydande drivkraft för utveckling av gruvor (metallurgin), väg- och kanalbyggen, fördjupning av farleder mm.

## Olika sorters svartkrut
I den svenska armén och flottan fanns en mängd olika sorters krut för olika användningsområden. Här nedan följer en genomgång av dessa från vad en byssmästare skulle kunna i sin examen år 1689:
- Muskötkrut. Större krutkorn än fängkrutet och mindre än t.ex. styckekrutet.
- Pistolkrut. Större krutkorn än fängkrutet och mindre än t.ex. muskötkrutet.
- Mjölkrut. Mindre krutkorn som brinner fortare. Används bl.a. i stubiner.
- Fängkrut. Större krutkorn än mjölkrutet och mindre än t.ex. pistolkrutet.
- Styckekrut. Större krutkorn som brinner långsammare än t.ex. muskötkrut.
- Skivkrut.
- Hakekrut (minst 2 sorter).
- Slangekrut (minst 2 sorter). Används i slangor, falkoner m.fl. kanoner.
- Räffelkrut (minst 5 sorter).
- Handbössekrut (minst 3 sorter).